# Anisobas prominens
Anisobas prominens är en stekelart som beskrevs av Jeong och Lee 2006. Anisobas prominens ingår i släktet Anisobas och familjen brokparasitsteklar. Inga underarter finns listade i Catalogue of Life.